# Rick Santorum
Richard John „Rick“ Santorum (* 10. května 1958 Winchester, Virginie) je americký politik, člen Republikánské strany, která je v Pensylvánii zastoupená v obou komorách kongresu. V roce 1990 byl poprvé zvolen do Sněmovny reprezentantů a v roce 1994 do Senátu.
Santorum je považován, i ve srovnání s ostatními republikánskými kandidáty, za velmi konzervativního, zvláště ve společenskopolitických tématech jako je interrupce a homosexualita, což vedlo k několika veřejným diskusím.
Sporné bydliště jeho rodiny ve Virginii a také všeobecná politická nespokojenost s Georgem Bushem a válkou v Iráku vedly k jeho prohře ve volbách do kongresu v roce 2006 a jeho odchodu ze senátu. Před tímto neúspěchem byl Santorum možným kandidátem v prezidentských volbách v roce 2008.
6. června 2011 Rick Santorum oznámil svou kandidaturu v prezidentských volbách v roce 2012. V souboji o republikánskou nominaci se postupně probojoval až mezi dva nejúspěšnější kandidáty republikánských primárek. Oficiálním kandidátem se však nakonec po přesvědčivém vítězství, právě nad Rickem Santorumem, stal Mitt Romney, který se tak stal jediným, byť později neúspěšným, republikánským vyzyvatelem stávajícího prezidenta Baracka Obamy v prezidentských volbách 2012.
Ucházel se neúspěšně také o republikánskou nominaci na prezidentského kandidáta pro volby v roce 2016, ale vzdal se počátkem února, když v prvním nominačním souboji ve státě Iowa získal pouhé 1 procento hlasů. V kampani pro nominaci za Republikánskou stranu podpořil Marca Rubia.